# 모건 스펄록
모건 스펄록(Morgan Spurlock, 1970년 11월 7일~2024년 5월 23일)는 미국의 영화 감독, 작가, 프로듀서이다.

## 필모그래피

### 영화
- 오사마 빈 라덴을 찾아서 - 본인 역
- 슈퍼 사이즈 미 - 본인 역
- 왓 우드 지저스 바이?
- The Entrepreneur
- 괴짜경제학
- 코믹-콘 에피소드 포: 어 팬스 호프
- 더 그레이티스트 무비 에버 솔드
- 맨섬 - 본인 역
- 원디렉션
- 랫츠
- 쥐
- 유 돈 노우 잭
- 슈퍼 사이즈 미 2: 홀리 치킨!

## 저서
- 먹지마 똥이야 - 한국에서도 정발되었다.
- Don't Eat This Book (Hardcover)